# Área metropolitana de Jackson (Misisipi)

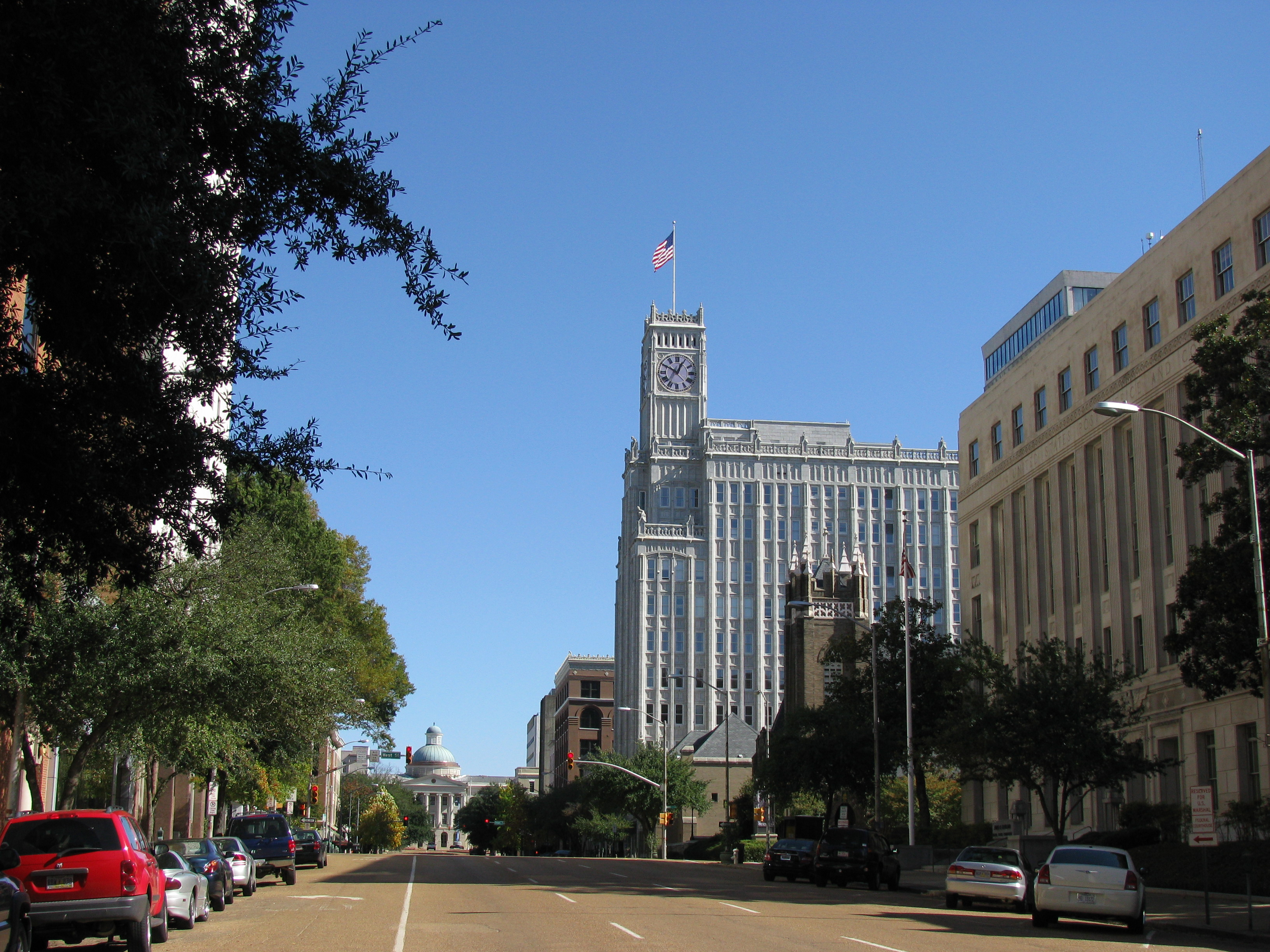
Capitol Street, Jackson, Mississippi, Estados Unidos.

El Área Metropolitana de Jackson, oficialmente Área Estadística Metropolitana de Jackson MS MSA según la denominación utilizada por la Oficina del Censo de los Estados Unidos; es un Área Estadística Metropolitana centrada en la ciudad Jackson, capital del estado de Misisipi, Estados Unidos. 
Cuenta con una población de 539.057 habitantes según el censo de 2010.

## Composición
Los 5 condados del área metropolitana y su población según los resultados del censo 2010:
- Copiah – 29.449 habitantes
- Hinds – 245.285 habitantes
- Madison – 95.203 habitantes
- Rankin – 141.617 habitantes
- Simpson – 27.503 habitantes

## Principales ciudades del área metropolitana
La ciudad principal es Jackson con más de 180.000 habitantes, otras comunidades con más de 10 000 habitantes son Brandon, Canton, Clinton, Madison, Pearl y Ridgeland.